# Anastatus giraudi
Anastatus giraudi är en stekelart som först beskrevs av Ruschka 1921.  Anastatus giraudi ingår i släktet Anastatus och familjen hoppglanssteklar. Arten är reproducerande i Sverige. Inga underarter finns listade i Catalogue of Life.